# Abáigar
Abáigar (Abaigar en basque) est une municipalité de la communauté forale de Navarre dans le Nord de l'Espagne.
Elle est située dans la zone linguistique mixte de la province. Son nom basque est Abaigar.

## Situation socio-linguistique
La langue majoritaire de la population est l'espagnol. En 2011, le pourcentage de bascophone était de 6,4 %. La municipalité est située dans la zone linguistique mixte depuis 2017, où certains services comme l'éducation et l'administration sont en espagnol et en basque. Quant à l'évolution de la langue basque dans cette zone, de 1991 à 2018, le poids relatif des bascophones dans la société navarraise n'a cessé d'augmenter, passant de 5,2 % à 12,4 % (de 9,5 % à 14,1 % pour l'ensemble de la Navarre). 
Selon les cartes linguistiques historiques, dans la région d'Abaigar, le basque était la langue d'usage depuis plusieurs siècles, mais entre la fin du XVIe siècle (1587) et du XVIIIe siècle (1778), elle fut progressivement remplacée par l'espagnol.

## Administration
| Mandat | Nom du maire            | Parti politique |
| ------ | ----------------------- | --------------- |
| 2003   | Jesús Guinea Crespo     | indépendant.    |
| 2007   | Maria Clara Gurrea Lanz | indépendant.    |

## Démographie
| 1897 | 1900 | 1930 | 1940 | 1950 | 1960 | 1970 | 1975 | 1981 | 1991 | 1999 | 2005 |
| ---- | ---- | ---- | ---- | ---- | ---- | ---- | ---- | ---- | ---- | ---- | ---- |
| 206  | 216  | 229  | 210  | 232  | 201  | 150  | 110  | 103  | 95   | 99   | 103  |

- Le tableau ci-dessous est tiré du site du gouvernement de Navarre s'appuyant sur les chiffres de l'Institut de Statistiques Espagnol.

| Évolution démographique                                 | Évolution démographique | Évolution démographique | Évolution démographique | Évolution démographique | Évolution démographique | Évolution démographique | Évolution démographique | Évolution démographique | Évolution démographique | Évolution démographique |
| 1996                                                    | 1998                    | 1999                    | 2000                    | 2001                    | 2002                    | 2003                    | 2004                    | 2005                    | 2006                    | 2007                    |
| ------------------------------------------------------- | ----------------------- | ----------------------- | ----------------------- | ----------------------- | ----------------------- | ----------------------- | ----------------------- | ----------------------- | ----------------------- | ----------------------- |
| 95                                                      | 94                      | 99                      | 97                      | 97                      | 97                      | 92                      | 97                      | 103                     | 104                     | 101                     |
| Sources: Abáigar et instituto de estadística de navarra |                         |                         |                         |                         |                         |                         |                         |                         |                         |                         |

## Fêtes
En aout, et durant quatre jours, les fêtes de la Saint-Vincent.

## Personnages célèbres
- Lidia Sobrado Gastón[5] (1939) : religieuse de l'ordre des missionnaires du Christ Jésus. A tenu les charges de supérieure de cet ordre au Congo et en Espagne.

### Sources
- (es) Cet article est partiellement ou en totalité issu de l’article de Wikipédia en espagnol intitulé « Abáigar » (voir la liste des auteurs).